# Roskilde
Roskilde város Dánia keleti részén. 1400 körülig az ország fővárosa volt. Fontos gazdasági központ, amit elsősorban kedvező fekvésének köszönhet (Koppenhága rajta keresztül kapcsolódik az ország többi részéhez).

## Földrajz

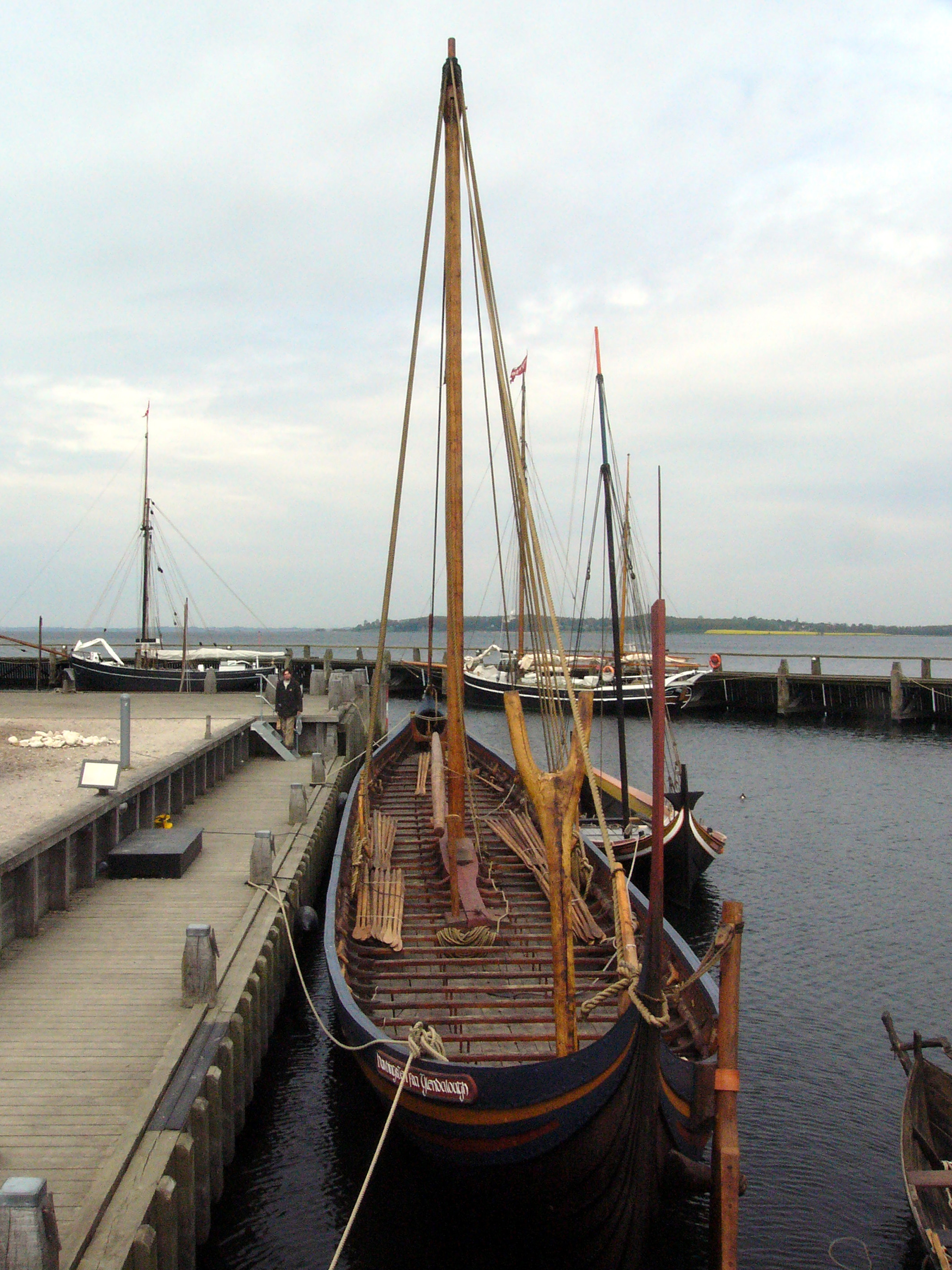
Viking hajó reprodukciója

Roskilde Sjælland szigetének keleti részén fekszik, Koppenhágától 30 km-re nyugatra. Tőle nyugatra található a Roskilde-fjord. Közigazgatásilag Roskilde községhez tartozik, amelyhez 2007. január 1-jétől hozzácsatolnak két szomszédos községet.
A roskildei vasútállomás fontos csomópont: rajta keresztül kapcsolódik Dél- és Nyugat-Sjælland, Falster és Lolland, valamint Jylland a fővároshoz, Koppenhágához.

## Történelem
A város hosszú múltra tekint vissza. A település jelentőségre tett szert, amikor Kékfogú Harald († 985/987) királyi palotát épített Roskilde dombján.
Ez volt Dánia fővárosa, amíg 1400 körül Koppenhága nem lett az új főváros.
Itt kötötték meg 1658-ban a roskildei békét.
Vasútállomása az ország legrégebbi, máig ilyen célra használt épülete, egyben az első, amelyet kőből emeltek. Az első vonat 1847. június 26-án érkezett meg Koppenhágából.
A Roskildei Egyetemet 1972-ben alapították a középkori egyházi főiskolák utódjaként.

## Turizmus

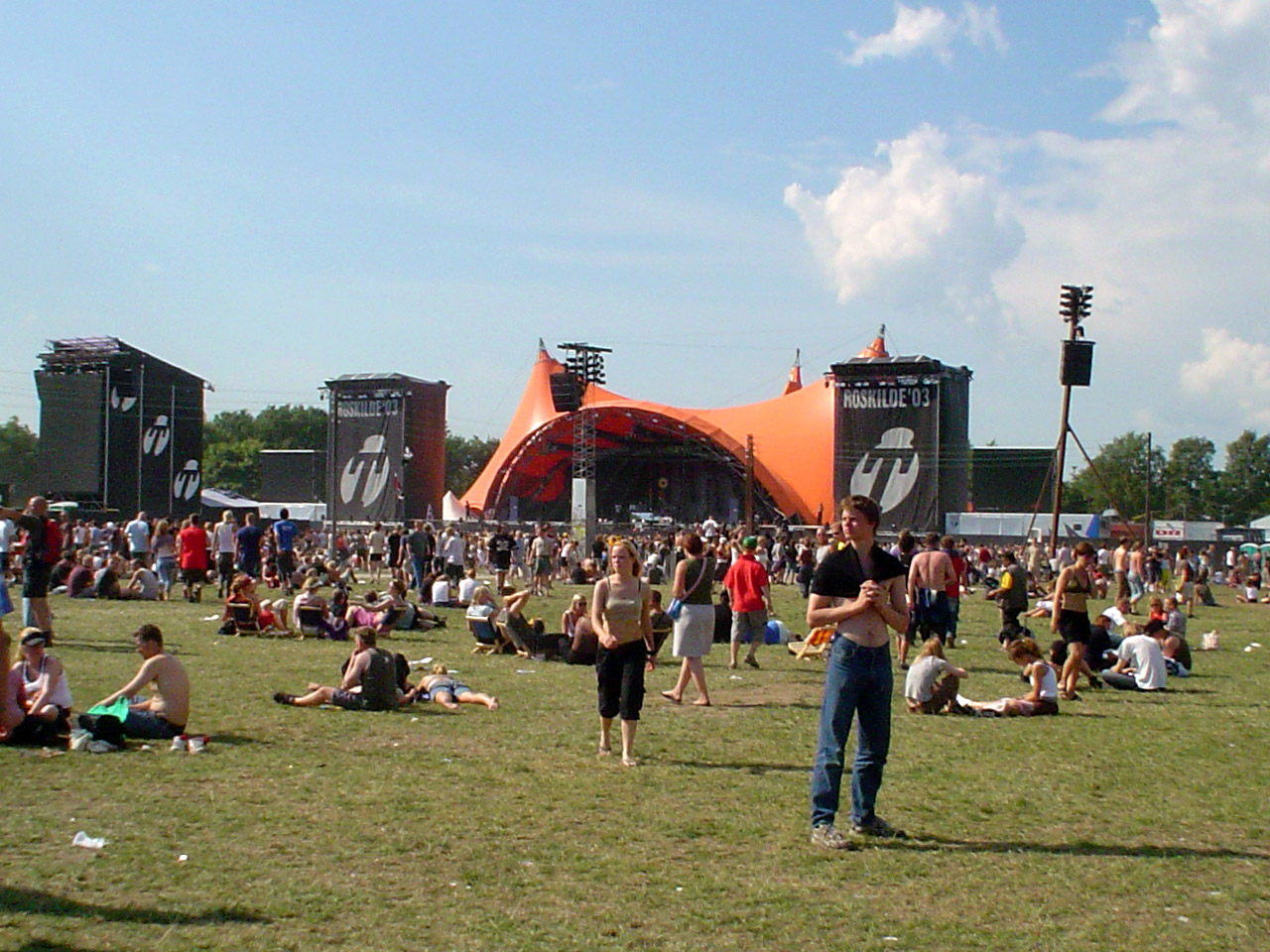
Roskilde fesztivál

Roskilde legfontosabb nevezetességei:
- Roskildei székesegyház: a 12-13. században épült gótikus székesegyház, számos dán király temetkezőhelye és a világörökség része
- Viking Hajók Múzeuma (Vikingeskibsmuseet): öt, a Roskilde-fjordban talált 11. századi viking hajó és a hozzájuk kapcsolódó kiállítások a vikingek hajózásáról
- Roskilde Festival: rendkívül népszerű szabadtéri könnyűzenei fesztivál
- Roskilde-i királyi palota, ma: Kortárs Művészeti Múzeum (Museet for Samtidskunst)

## Közlekedés

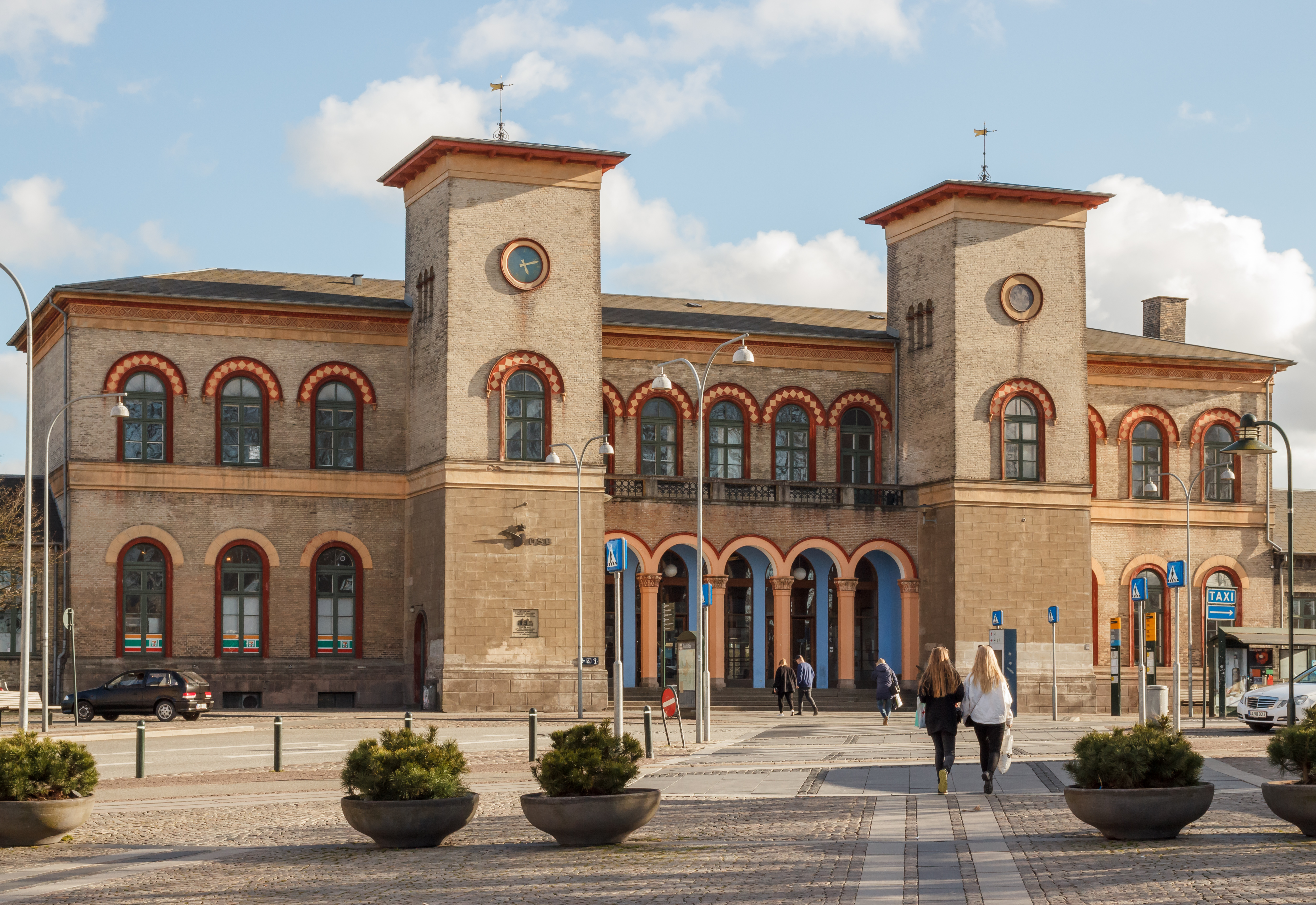
Az állomás

A településen keresztül halad a Koppenhága–Fredericia/Taulov-vasútvonal.

## Érdekesség
1969-ig működött a városban Dánia első állandó versenypályája. A pályán több dán nagydíjat is rendeztek, a hatvanas évek végére azonban a versenyzajra érzékeny környékbeliek elérték, hogy bezárjon. Jelenleg egy park és egy golfpálya található a helyén.

## Itt születtek
- Jan Magnussen (* 1973), autóversenyző
- Jon Dahl Tomasson (* 1976), labdarúgó
- Jesper Christiansen (* 1978), labdarúgó
- Peter Madsen (* 1978), labdarúgó
- Kevin Magnussen (* 1992), autóversenyző, Formula–1-es pilóta